# Enrico Toselli

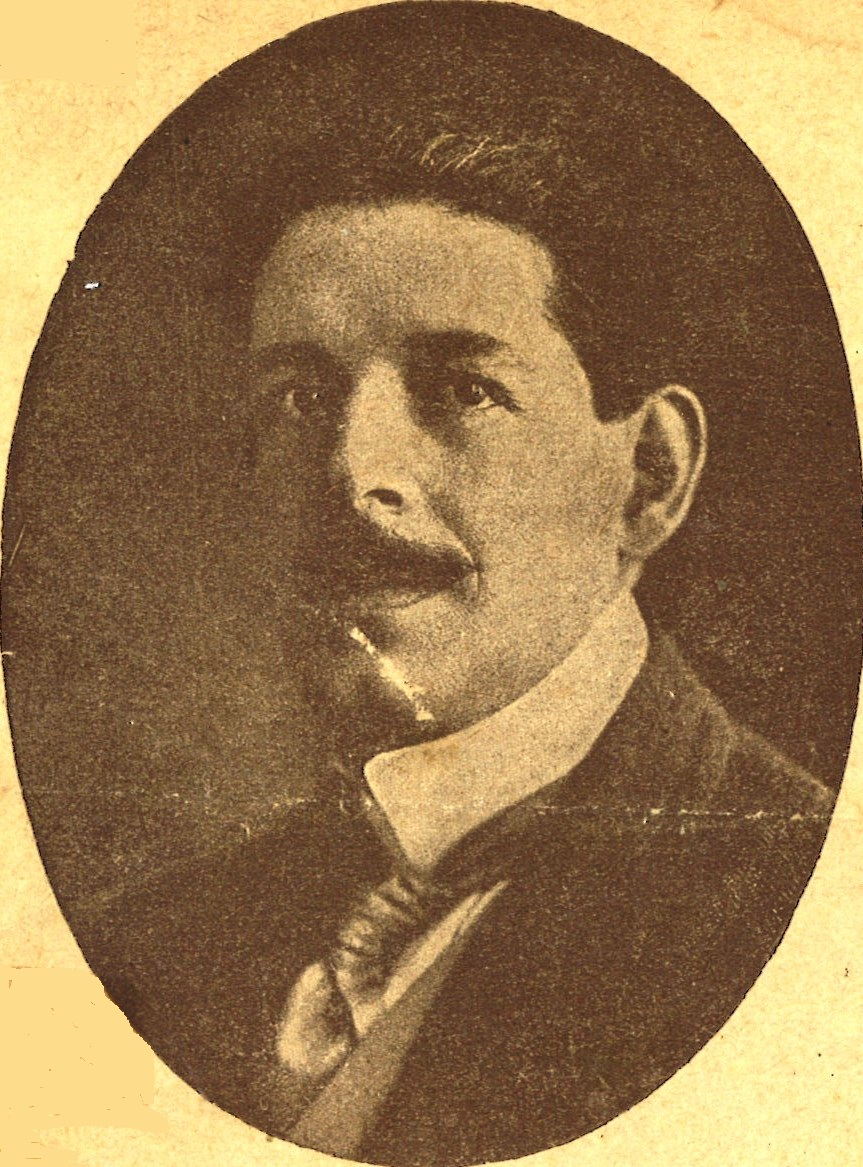
Enrico Toselli (um 1900)

Enrico Toselli (* 13. März 1883 in Florenz; † 15. Januar 1926 in Florenz) war ein italienischer Komponist und Pianist.

## Leben
Enrico Toselli entstammte einer aus Nizza stammenden, wohlhabenden Familie. Er bekam im jüngsten Alter Klavierunterricht von seiner Mutter Ottavia. Als er im Alter von 10 Jahren in seiner Geburtsstadt debütierte, rief er Bewunderung und Erstaunen hervor. Es folgten Jahre der Perfektionierung durch Giovanni Sgambati (Schüler von Franz Liszt) und Giuseppe Martucci (den Anton Rubinstein bewunderte).
Von 1897 bis 1907 führten Tourneen Toselli unter anderem auch nach Paris, Turin, Pallanza und (1904/1905) Kairo bzw. Alexandria.
Sein wohl bekanntestes Werk, die Serenata op. 6,1, die unter dem Namen „Toselli-Serenade“ berühmt wurde, komponierte Toselli im Jahre 1900, im Alter von 17 Jahren.
1907 heiratete Enrico Toselli Luise von Österreich-Toskana, die vorher mit dem sächsischen Kronprinzen und späteren König Friedrich August verheiratet gewesen war. Die beiden bekamen einen Sohn, Carlo Emmanuele Filiberto (1908–1969), wurden aber bereits 1912 wieder geschieden. Der gemeinsame Sohn verblieb bei Toselli. Nach der gescheiterten Ehe konnte Enrico Toselli keine Erfolge wie früher mehr feiern und geriet in Vergessenheit. Er lebte in Florenz, Via Lamarmora, und starb  dort mit nur 43 Jahren an einem Krebsleiden. Sein Sohn und seine zweite Frau, Pia Santarini Pancerasi, waren bei ihm, als er starb.

## Werk
- Il fuoco (Symphonische Dichtung nach Gabriele D’Annunzio)
- Serenata op. 6,1
- La cattiva Francesca (Oper)
- La principessa bizzara (Oper)

## Sonstiges
Toselli-Serenade, Mein Ehrenwort – so war es, ital. Film, 1950, Originaltitel: Romanzo d’amore,
ausgestrahlt am 7. Juni 1970 im ZDF.